# Vergerij (Jarc)
Vergerij je največja dramska zasnova Mirana Jarca, ki je ostala nedokončana (poznamo tri večje odlomke, ki so nastali v letih 1927, 1929 in 1932), in eden najboljših primerov slovenskega ekspresionizma.

## Vsebina
V prvem odlomku srečamo Vegerija, ki je razmišljujoč človek duha, v sebi išče zaokroženo življenje in si želi, da bi po njegovih prepričanjih delovalo vse človeštvo. Toda muči ga dolgočasje in ni zmožen plemenitih dejanj. V tej stiski se približa Kernu, ki je človek telesa in mu duša ter zdolgočasenost predstavljata le nepotrebne izume meščanske družbe.
Vergerij hoče prinesti ljudem luč, Kern pa ga poskuša opogumiti za konkreten boj, vendar Vergerij nima moči, zato mu Kern prikaže  mimohod ljudi, ki jih uničuje meščan. Vergeriju se začno prikazovati zlorabljenci meščanstva: Invalid, Študent, Ubijalec, Dekle, Rudarji, zapuščeni otroci, ki si želijo, da jih varuje in molijo h koncu trpljenja. Vsi so predstavniki amoralne in uničujoče družbe. Na koncu uvidi še mater, ki je umrla in poudarja, da je napomembnejše čustvo ljubezen. 
Prizorišče postane tovarna, obsijana s podobo Altmana oz. velikega Meščana, ki je zastopnik vsega zla in prinašalec smrti. Vergerij se odloči, da postane rešitelj in maščevalec trpečih, a zasliši materino opozorilo. (Začne se zapirati vase, ker hoče prečiščen začeti veliko revolucijo.)
Drugi odlomek prvega dela pesnitve prikazuje tridesetletnega Vergerija, ki je pri napadu množice na tovarno rešil položaj, in se tako oženil s tovarnarjevo hčerko ter prišel do osebnega blagostanja, čeprav zavrača bogataško družbo. Stremi le k delanju za druge. Ženo želi le zase in po mučnem pogovoru z njo, se sredi noči znajde sam. Prikaže se Kern, ki predstavlja razum in mu očita, da je ob vdaji tovarne zapustil prevarane robote, da je ves pomeščanjen in da išče opravičila za družbo, ki pa je že v celoti mehanizirana. Vergerij se ob tej razdvojenosti že nagiba h Kernu, a posluša zbor, ki hrepeni po duhovni odrešitvi in se oklene žene.
Zadnji fragmenti opisujejo Vergerija, ki je že pet le v ječi in si čas krajša z Biblijo. Kern in Blaj ga prideta povabit k družbenemu delu in nagovarjat k begu pred učenci in množico, ki se je potuhnila, ko so ga oblastniki ujeli, spremeniti pa je ne bo mogel. Vergerij je drugačen: prej je predstavljal upornika, sedaj pa je vdan vesolju in izneverjen svojim načelom. Kern ga zapusti, Blaj pa mu ostane zvest.
V zadnjem delu Vergerij opisuje svoje poslanstvo in načela pred velikim sodnim zborom, ki je zbuditi v življenje civilizacijo (samo duhovnost, moralna očiščenost lahko reši človeka in narod).